# Парка на чудесата
„Парка на чудесата“ (на английски: Wonder Park) е компютърна анимация от 2019 година, продуциран от Paramount Animation, Nickelodeon Movies и Ilion Animation Studios (който поддържа анимацията). Филмът е режисиран от бившия аниматор на Pixar – Дилън Браун, в който е неговия режисьорски дебют. Озвучаващия състав се състои от Бриана Денски, Матю Бродерик, Дженифър Гарнър, Кен Хъдсън Кемпбъл, Кенън Томпсън, Кен Джонг, Мила Кунис, Джон Оливър, Кат Суси, Норбърт лео Бъц и Кевин Чамберлин.
Филмът е пуснат в Съединените щати на 15 март 2019 г. от Paramount Pictures във формати 2D и 3D. Филмът получи смесени отзиви от критиците, които похвалиха анимацията и озвучаването, но критикуваха историята и тона. 

## Актьорски състав
- Браяна Денски – Джун Бейли
  - София Мали – Джун Бейли като малка
- Дженифър Гарнър – Госпожа Бейли, майка на Джун.
- Матю Бродерик – Господин Бейли, баща на Джун.
- Джон Оливър – Стив
- Мила Кунис – Грета
- Кенън Томпсън – Гюс, бобър, който е брат на Купър.
  - Райън Фицджералд озвучава Гюс в австралийската версия и Джо Съг във английската версия.
- Кен Джонг – Купър, бобър, който е брат на Гюс.
  - Уипа озвучава Купър в австралийската версия и Каспър Лий в английската версия.
- Норбърт лео Бъц – Фъстък
- Кен Хъдсън Кемпбъл – Бумър
  - Том Бейкър озвучава Бумър в английската версия
- Оев Майкъл Урбас – Банки, приятел на Джун.
- Кевин Чембърлин – Чичо Тони
  - Иймън Холмс озвучава чичо Тони в английската версия
- Кейт Макгрегър-Стюарт – Леля Албертин
  - Рут Лангсфорд озвучава Леля Албертин в английската версия
- Кат Суси – Шанън, консултант в автобуса

## В България
В България филмът е пуснат по кината на 19 април 2019 г. от Форум Филм България.